# La campana de Manfredonia
La campana de Manfredonia è un trattato matematico , che trae il titolo dalla proverbiale campana di Manfredonia, scritto dal colonnello Francisco Balbasor, stampato a Siviglia nel 1726, e dedicato all'Infante di Spagna Ferdinando, principe delle Asturie.
Francisco Balbasor, italiano di nascita, era all'epoca comandante generale dell'artiglieria dell'esercito e della provincia in Andalusia, nonché direttore della reale accademia di matematica e artiglieria di Cadice, probabilmente dalla sua fondazione, nel 1722, ad opera di Filippo V.
I due incarichi erano decisamente complementari: come è noto, lo studio della balistica implica la conoscenza della matematica e della trigonometria.
Il trattato è anche un opuscolo di propaganda massonica - viste anche le ricche illustrazioni, opera probabilmente del medesimo autore del testo, tra cui una raffigurante chiaramente una loggia massonica - con il quale Balbasor diceva "a Cadice c'è una loggia massonica, ed io ne sono il gran maestro", visti gli argomenti trattati: la trisezione dell'angolo, la quadratura del cerchio e la duplicazione del cubo, problemi di derivazione euclidea che un gran maestro della massoneria doveva padroneggiare. Si trattava della prima loggia massonica di Spagna, probabilmente cattolica e stuardista. Nonostante la loggia di Madrid "Las Tres Flores de Lys" vanti anch'essa tale primato, la sua fondazione rimonta soltanto al 1728.